# Naha
Naha (那覇市 Naha-shi) er en by i Japan.
Naha ligger på øen Okinawa i økæden Ryukyuøerne, der strækker sig i en bue sydvest fra øen Kyushu, den sydligste af de store japanske øer, til Taiwan. Byen har 316.048(2021) indbyggere og er hovedby i Præfekturet Okinawa.